# サットフィン・ブールバード-アーチャー・アベニュー-JFKエアポート駅
サットフィン・ブールバード-アーチャー・アベニュー-JFKエアポート駅（Sutphin Boulevard–Archer Avenue–JFK Airport）は、クイーンズ区ジャマイカ地区のサットフィン・ブルバードとアーチャー・アベニューの交差点に位置するニューヨーク市地下鉄アーチャー・アベニュー線の駅である。E系統とJ系統が終日、Z系統がラッシュ時混雑方向に停車する。
開業当時の駅名はサットフィン・ブールバード駅で、エアトレインが開業した際に「JFKエアポート」の文言が駅名に追加された。

## 駅構造
| G                 | 地上階                     | 出入口 |
| B1                | 改札階                     | 改札、駅員詰所、メトロカード自動販売機 (エレベーター、サットフィン・ブールバードとアーチャー・アベニュー交差点南東)              |
| B2 上層階 （IND） | 南行線                     | ← ワールド・トレード・センター駅行 （ジャマイカ-ヴァン・ウィック駅）                                                             |
| B2 上層階 （IND） | 島式ホーム、左側ドアが開く | |
| B2 上層階 （IND） | 北行線                     | → ジャマイカ・センター-パーソンズ/アーチャー駅行 （終点） →                                                                      |
| B3 下層階 （BMT） | 南行線                     | ← ブロード・ストリート駅行 （ラッシュ時：111丁目駅、それ以外：121丁目駅） ← ブロード・ストリート駅行：朝ラッシュ時 （121丁目駅） |
| B3 下層階 （BMT） | 島式ホーム、左側ドアが開く | |
| B3 下層階 （BMT） | 北行線                     | → （夕ラッシュ時：）ジャマイカ・センター-パーソンズ/アーチャー駅行 （終点） →                                                    |

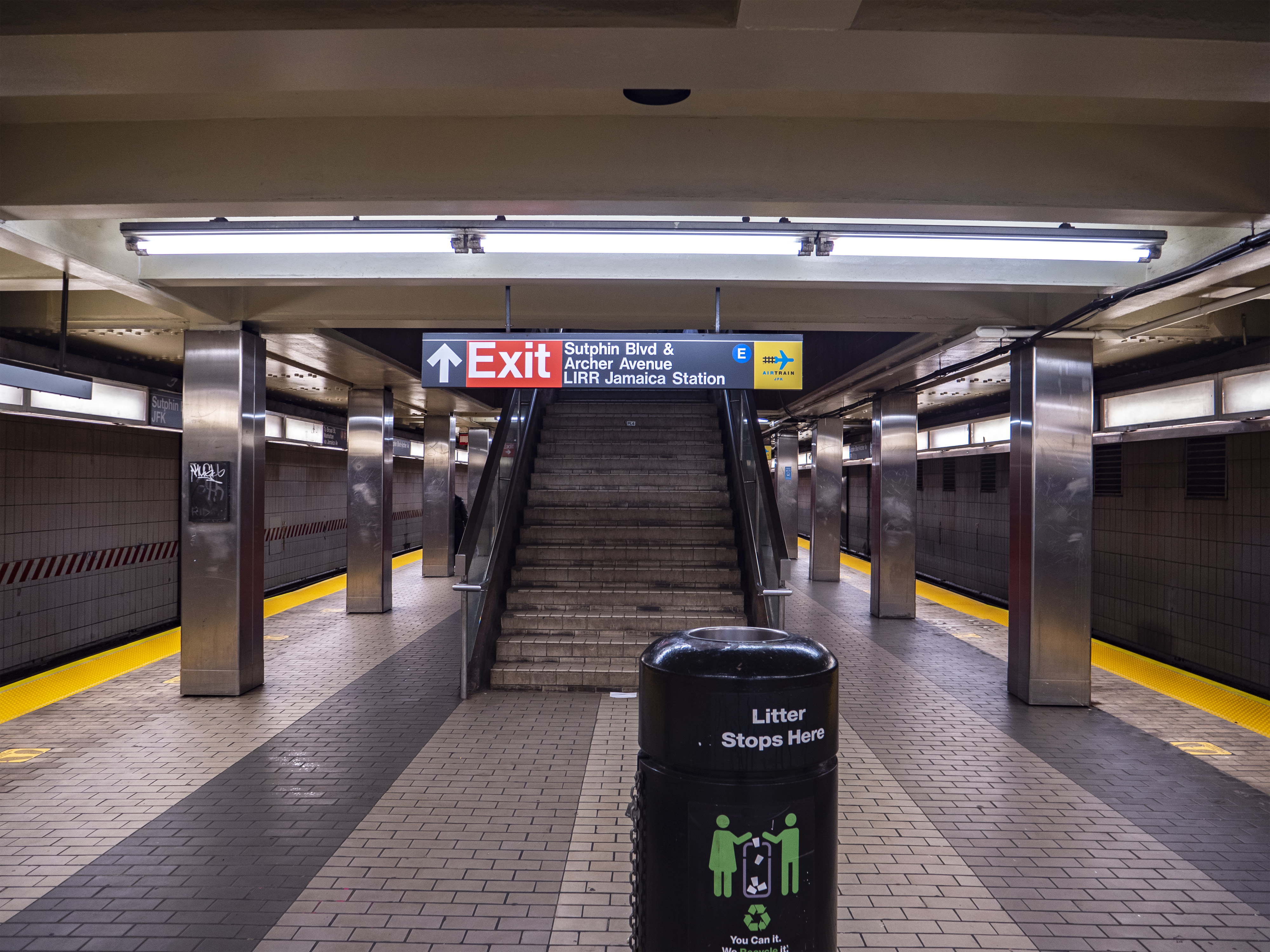
下層ホーム東側

この駅は、2層構造になっており、上の層（地下2階）のプラットフォームは INDアーチャー・アベニュー線、下の層（地下3階）は BMTアーチャー・アベニュー線が発着する。各層とも島式ホーム1面2線を備える。アーチャー・アベニュー線の他の駅と同じように、この駅は1990年に制定された障害を持つアメリカ人法 (ADA) に完全に準拠した障害者対応駅である。プラットホームのある階層には灰色の吸音タイル壁が配置され、各層を結ぶガラス張りの連絡階段が設けられている。地下1階の改札階はガラスとステンレス・スチールの内装が施されており、北側の壁は「SUTPHIN (サットフィン)」の文字がモザイクで飾られている。
この駅の南側改札を出てすぐ目の前に、ロングアイランド鉄道のジャマイカ駅があり、乗り換えができる。また、ジョン・F・ケネディ国際空港へ向かう新交通システムであるエアトレインJFKへの乗り換えもできる。
エアトレイン駅の方向とは反対側に、駅員のいないHEETターンスタイル（自動改札機の一種）の改札口があり、常時利用できるようになっている。

### 出入口
サットフィン・ブールバードとアーチャー・アベニューの交差点4つ角全てに階段が、同交差点南西にエレベーターが接続している。